# تايرون نيرس
تايرون نيرس (بالإنجليزية: Tyrone Nurse)‏ مواليد 4 يناير 1990، هو ملاكم محترف بريطاني يصنف ضمن فئة وزن خفيف الوسط.

## المسيرة الاحترافية
من نزالاته:
- انتصر على ويلي ليموند بالضربة الفنية القاضية (28-05-2016).
- انتصر على كريس جنكينز (21-11-2015).
- خسر أمام ديف ريان (04-10-2014).

## إحصائيات
خاض خلال مسيرته 37 نزالا، فاز في 34 وتعادل في 1 وخسر في 2. فاز بالضربة القاضية في 7 نزالات.

## روابط خارجية
- تايرون نيرس على موقع بوكس ريك (الإنجليزية) (registration required)